# Baccaurea
Genre
Classification phylogénétique
Baccaurea est un genre de plantes à fleurs de la famille des Phyllanthaceae (ou anciennement de la famille des Euphorbiaceae), distribué depuis la péninsule Indo-Malaise jusqu'en Polynésie.
Le genre Baccaurea compte environ 80 espèces.

## Liste des espècesà compléter
- Baccaurea angulata
- Baccaurea bipindensis
- Baccaurea bracteata
- Baccaurea brevipes
- Baccaurea dulcis
- Baccaurea glabrifolia
- Baccaurea grifithii
- Baccaurea hookeri
- Baccaurea kunstleri
- Baccaurea lanceolata
- Baccaurea latifolia
- Baccaurea macrocarpa
- Baccaurea membranacea
- Baccaurea motleyana
- Baccaurea nanihua
- Baccaurea odoratissima
- Baccaurea polyneura
- Baccaurea pyriformis
- Baccaurea racemosa
- Baccaurea ramiflora
- Baccaurea sapida
- Baccaurea stipularis

## Source
- Baccaurea sur nationaalherbarium.nl